# Stictonetta
Stictonetta is een geslacht van vogels uit de familie van de eendachtigen (Anatidae). Het geslacht telt één soort.

## Soorten
- Stictonetta naevosa – Stippeleend